# Fjärdlång

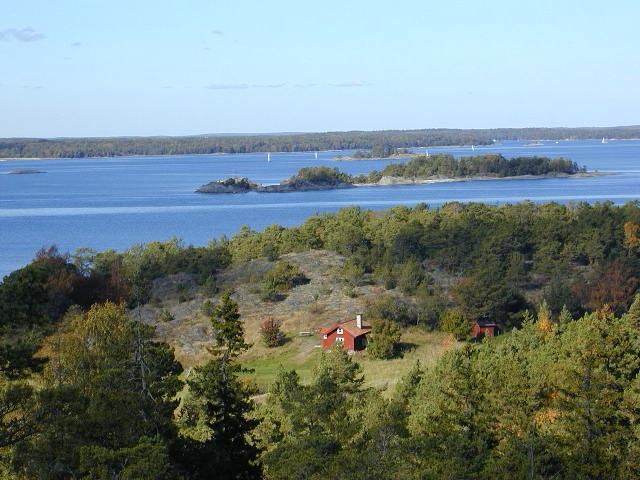
Utsikt över Fjärdlång

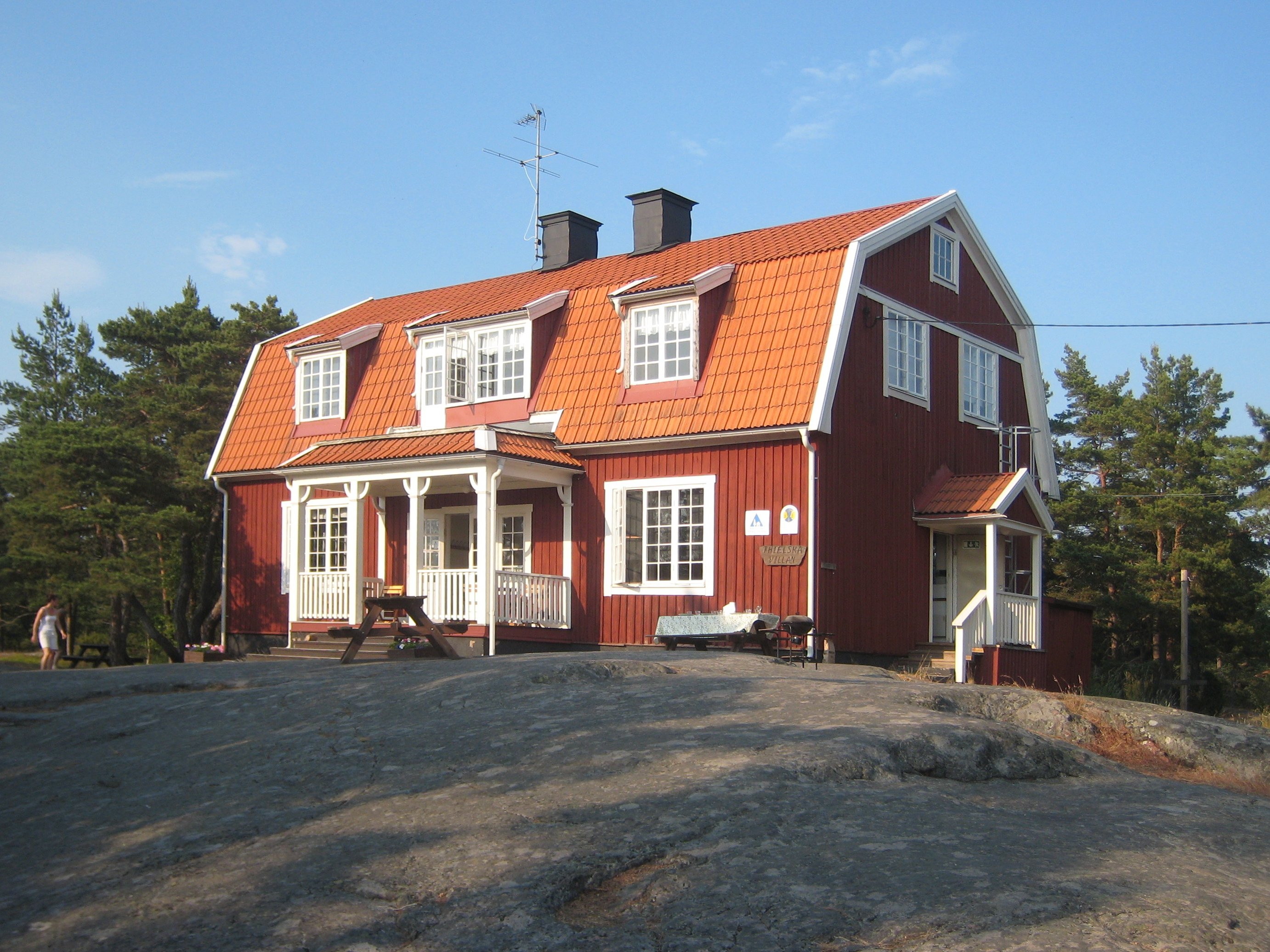
Ernest Thiels villa som idag är vandrahem.

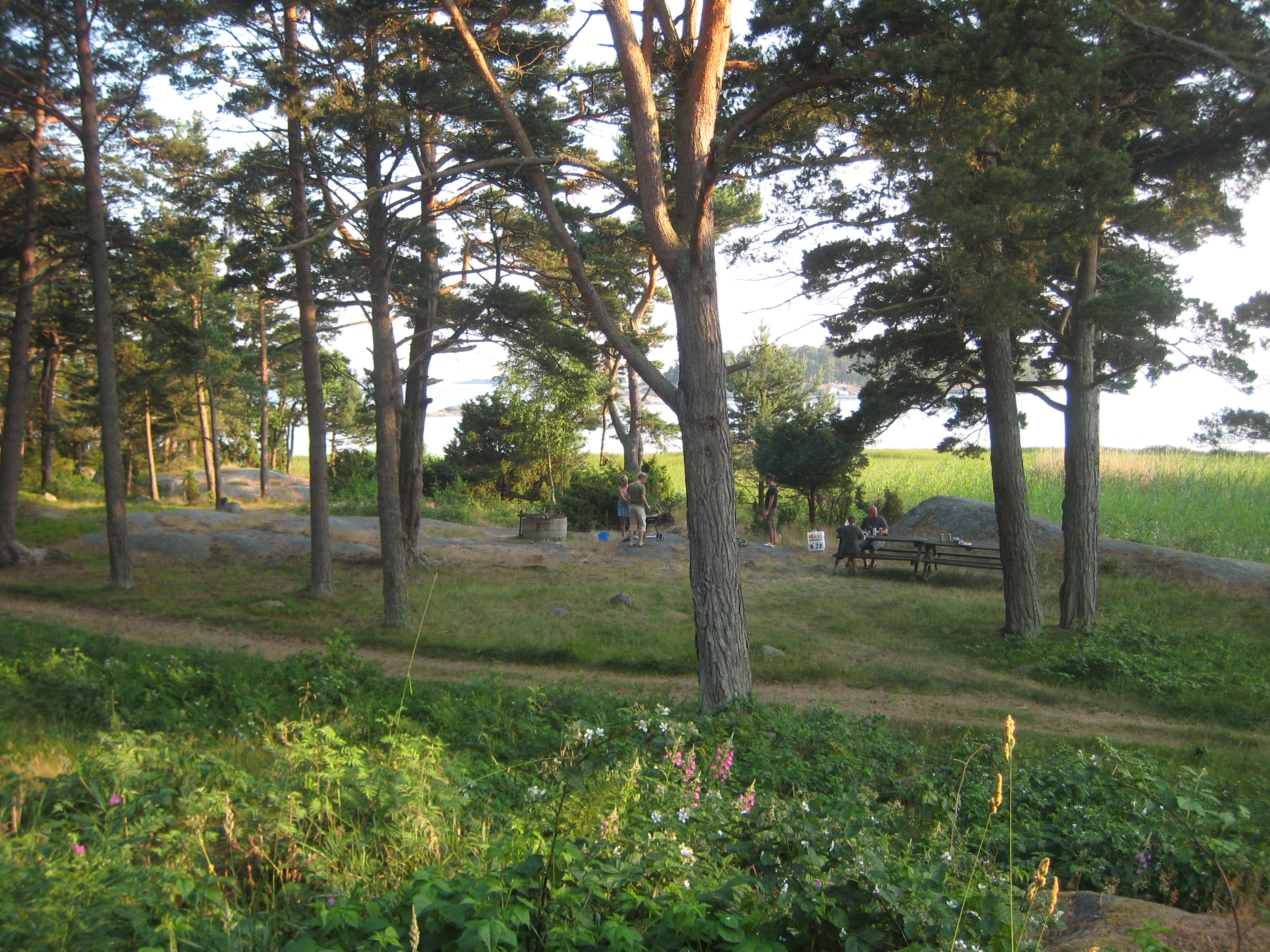
Vy från Långstugan på sydöstra Fjärdlång.

Fjärdlång är en ö öster om Dalarö och Ornö i Stockholms södra skärgård. Ön och det omkringliggande naturreservatet med samma namn är belägna i Ornö socken i Haninge kommun i Södermanland (Stockholms län). Äldre skärgårdsbor använder ofta det äldre namnet Fjällång. En av flera medeltida stavningar har varit Fierlangen.

## Historia
Det äldsta skriftliga belägget (vppå Fiederlång) är från 1442 då två gårdar fanns på ön. De ingick i Erengisle Nilsson till Hammerstas morgongåva till hustrun Brita Olovsdotter (Tott). Gårdarna såldes till Sten Sture den yngre och hamnade sedan i Gustav Vasas ägo som arv och eget. Från 1533 tillhörde de Gudmund Persson Slatte på Tyresö slott.
En karta från 1711 visar att gårdarna då låg vid Sandviken strax söder om Tage Thiels villa. Under rysshärjningarna i juli 1719 brändes Fjärdlång. Huvuddelen av den ryska flottan gick söderut på Ornös utsida för att undvika Dalarö skans. Fjärdlång drabbades därför mycket hårt med nedbrända hus, slaktade husdjur, bränd skörd och skog, förstörda båtar, bodar och fiskeutrustning. Befolkningen överlevde genom att brådstörtat fly sjövägen. Ön friköptes från Tyresö omkring 1802 jämte ett flertal andra skärgårdshemman av Carl Peter Blom, en skeppare från enkla förhållanden som blivit rik under Napoleonkrigen.
Från 1909 ägdes Fjärdlång av bankdirektören och konstmagnaten Ernest Thiel. Han hade rest ut till Fjärdlång 1906 tillsammans med Carl Cederström och då blivit intresserad av att köpa ön. Dåvarande ägaren, skärbonden Löfström, hade dock då inte velat sälja. Efter att Victor Wallenberg erbjudit 50 000 kr kontant för ön så valde han dock att sälja, och från honom bytte Thiel sedan till sig ön 1909. Thiels hustru Signe var dock inte alls intresserad av skärgårdslivet och först 1917, två år efter hennes död, lät han uppföra ”Thielska villan”, ritad av Ernst Stenhammar. Thiel var inte förtjust i sjöresor, och hyrde ofta en bogserbåt för att ta sig ut när det blåste. Han tyckte dock om Fjärdlångens miljö och att jaga fågel här.
Sonen Tage Thiel lät 1930 uppföra vad han kallade en "by" vid Södersjö på ön där han slog sig ned. Hans hus var en mindre kopia på faderns. Han var under långa perioder folkbokförd på ön. Tage Thiel samlade under krigsåren på 1940-talet konstnärer och kulturpersonligheter på ön, bland andra diktarna Lille Bror Söderlund och Nils Ferlin, konstnären Roland Svensson, regissören Alf Sjöberg, samt Ornös egen legendariske klockare tillika skollärare och tonsättare Filip Olsson. 
Ernst Thiel förlorade med tiden större delen av sin förmögenhet, och sonens försök att driva jordbruk på ön blev heller inte lönsamt. Tage Thiel blev därför tvungen att först sälja Rumpudden på öns norra del och sedan även resten av ön som då kom i Statens och Haninge kommuns ägo. Tage Tiel fick dock lov att bo kvar på ön fram till sin död 1990. Den gamla gården på Fjärdlång förstördes 1999 av en brand.
Ett vandrarhem var inrymt i Thielska villan fram till 2023, därtill fanns ett antal övernattningsstugor.
2024 sålde Haninge kommun vandrarhemmet till Ungdomsförbundet Sveriges Flotta Östra Distriktet som från 2026 planerar att använda byggnaderna för seglarlägerverksamhet.
Waxholmsbolaget har turer till Fjärdlång.

## Natur
Fjärdlång har ovanligt många skyddade naturhamnar varav Mörkviken på öns norra sida är den största. Vedviken och Sandviken är belägna på västra sidan, medan en mindre vik finns innanför Nore i söder, överst vid Rumpudden i nordost finns ytterligare några mindre vikar. Mitt på ön har hävdade ängar funnits vid Svenslätt innan skogen började ta över. Nästan hela öns östra kustremsa är skyddad av olika skär, holmar och kobbar. Norra Fjärdlång består av Norrö med en äldre torpstuga (se bild) för uthyrning, ovanför i sydost reser sig berget Tysta Klint 36 m ö.h, som erbjuder en milsvid utsikt över stora delar av Stockholms södra skärgård.
Fjärdlång som inköptes under 1900-talets senare del av staten för naturvårdsändamål förvaltas av Skärgårdsstiftelsen och vissa områden arrenderas av Haninge kommun. Ett naturreservat bildades i mars 1986, Fjärdlångs naturreservat. vilket förutom huvudön omfattar Ängsön-Marskär, Brännträsk, Bockholmen, Långholmen, Rudbottnarna samt kobbar och skär i ytterskärgården bland annat Myggskären och Vindbådan.